# Semé (Ornament)

Beispiel Semé de fleurs de lys in einem französischen Wappen

Semé (fr. Aussat, Samenbeet) bezeichnet ein Repetitionsmuster, das aus vielen regelmäßig angeordneten, sich wiederholenden kleinen Ornamentformen besteht. Dadurch kann der Eindruck waagerechter, untereinander versetzter oder auch diagonaler Reihen erzeugt werden. Sein Name entstand durch die Assoziation mit einem regelmäßig angelegten Gartenbeet – dies im Unterschied zum Streumuster, bei dem die Anordnung unregelmäßig wirkt.
Es können Kreuze, Kronen, Lilien, Kreise, Kugeln, Scheiben, Münzen, Blumen, Blätter, Ringe, Tropfen, Tränen, Buchstaben oder sonstige Dinge wie Rauten oder Fensterrauten in stilisierter Form Verwendung finden.
Der Begriff wird unter anderem verwendet in der Heraldik und in der Einbandforschung.

## Heraldik
Hier wird der Begriff Semé um die Bezeichnung der verschiedene Motive des Musters ergänzt, siehe Besät und bestreut (Heraldik)#Varianten.

## Bucheinband

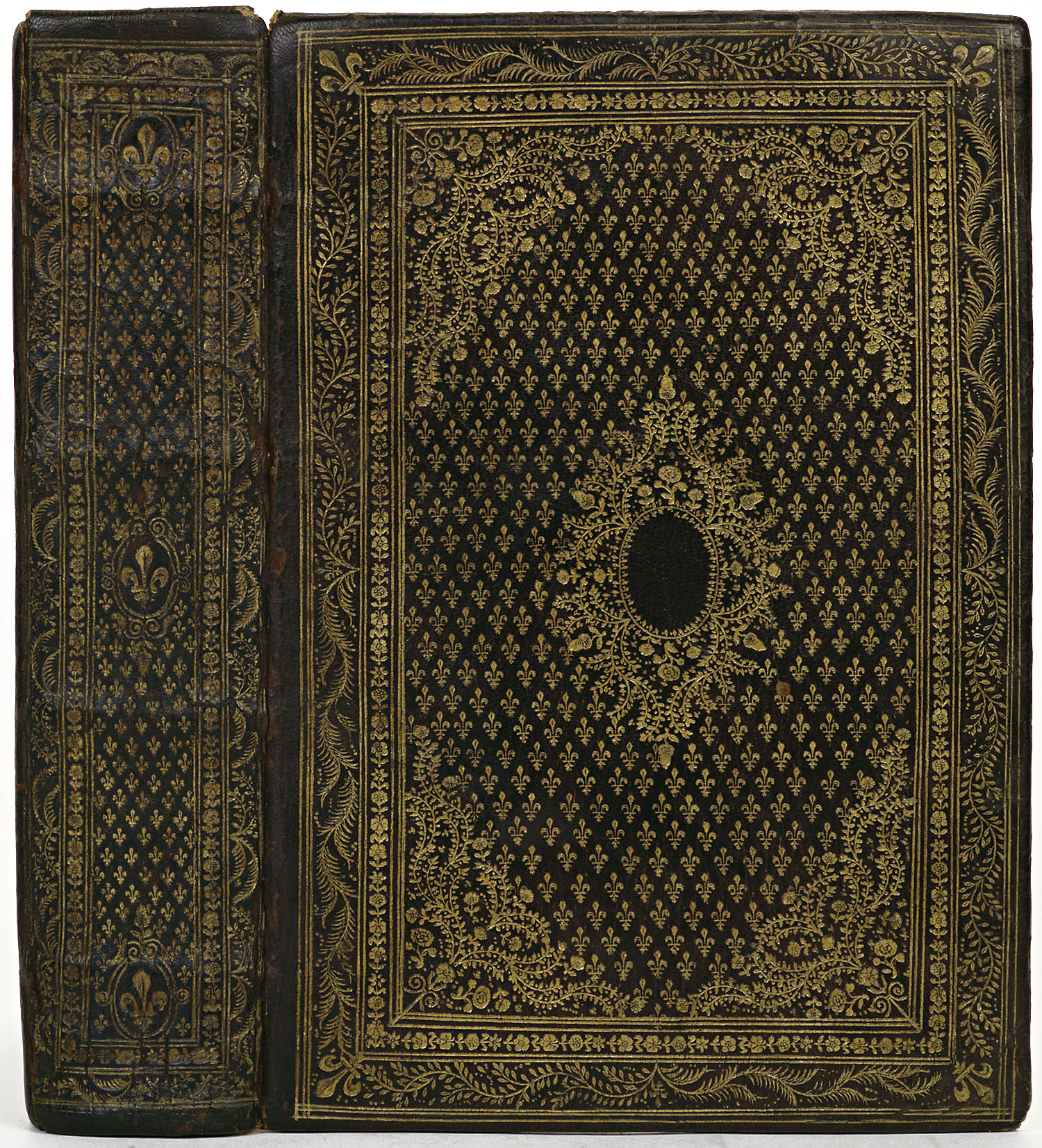
Gerahmtes Semé auf einem Bucheinband, ca. 1600

Als Semé- oder auch Semis-Stil wird die Verwendung dieses Musters bei der Gestaltung von Bucheinbänden vor allem aus Frankreich bezeichnet. Sie wurden mit einzelnen Stempeln hergestellt und sind meist als Goldprägung ausgeführt. Es kann der ganze Buchdeckel oder auch nur ein großes Feld damit ausgefüllt sein.
Der Stil des Semé hat bei Einbänden seinen Ursprung im 16. Jahrhundert. Er fand unter anderem beim französischen Renaissance-Einband Verwendung. Bucheinbände Franz I. waren mit Lilien und seinem Monogramm F abwechselnd in Reihen geprägt. Aus dem 17. Jahrhundert sind Einbände mit Semé aus Lilien und gekröntem L von Ludwig XIII. erhalten. Auch sind personalisierte Semé von Anna von Österreich (1601–1666), Ludwig XIV. und Kardinal Richelieu bekannt. Außerhalb Frankreichs sind beispielsweise Einbände für Christian V. (Dänemark und Norwegen) (Kronen, 1696) oder Gustav III. (Schweden) (Kronen, 1781) überliefert.